# Colletes submarginatus
Colletes submarginatus är en biart som beskrevs av Cresson 1865. Colletes submarginatus ingår i släktet sidenbin, och familjen korttungebin. Inga underarter finns listade i Catalogue of Life.